# Warri
Warri – miasto w Nigerii, w stanie Delta. Liczy około 500 tys. mieszkańców. 
Port morski i węzeł transportowy, w mieście jest lotnisko. Ośrodek wydobycia ropy naftowej i gazu ziemnego. Ośrodek przemysłu petrochemicznego i metalowego. 

## Ludzie związani z Warri
- Emmanuel Olisadebe
- Nneka